# Albaziniani

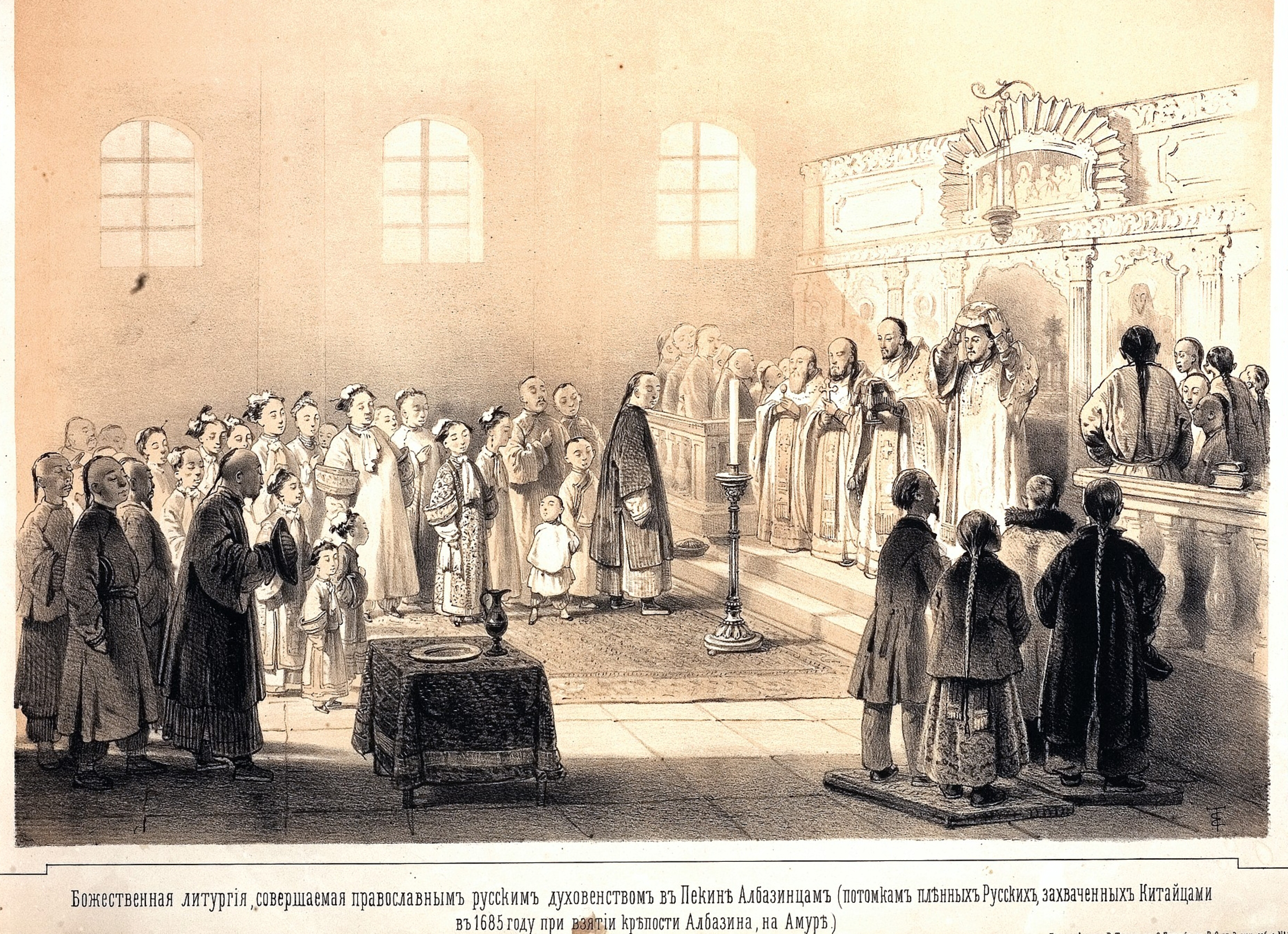
Liturgia albaziniana a Pechino, di Ivan Chmutov

Gli Albaziniani (russo: албазинцы; cinese semplificato: 阿尔巴津人, cinese tradizionale: 阿爾巴津人) sono uno dei pochi gruppi etnici cinesi di origine russa.
La comunità, che conta circa 250 membri, è composta da discendenti di una cinquantina di cosacchi russi che combatterono durante l'assedio di Albazin sul fiume Amur e che furono, su invito dell'imperatore Kangxi, reinsediati nella periferia nord-orientale di Pechino, nel 1685. A seguito dell'abbandono del forte, buona parte della guarnigione accettò di evacuare le proprie famiglie e le proprie proprietà a Nerchinsk, ma diversi giovani cosacchi decisero di arruolarsi nell'esercito manciù e di trasferirsi a Pechino, formando il nucleo originario di questa comunità.

## Storia

### Origine e formazione

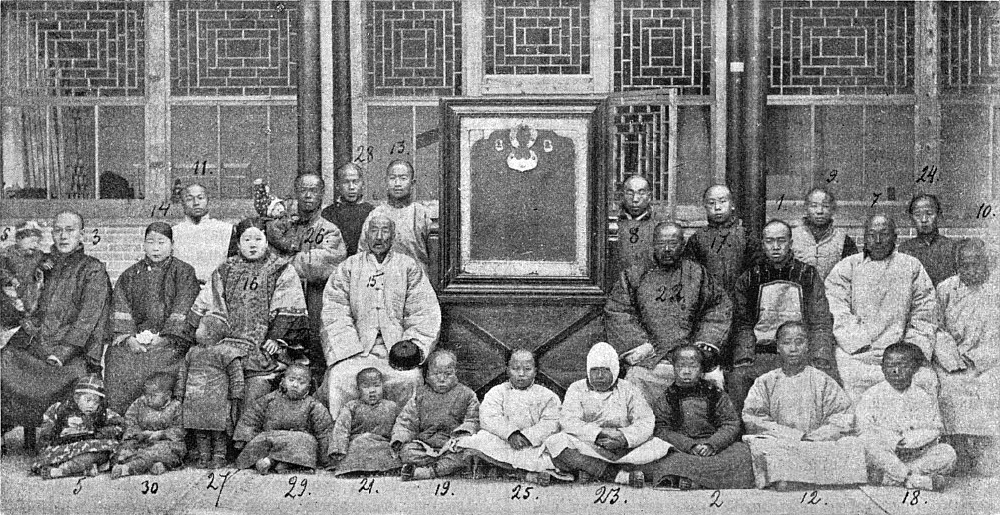
Albaziniani a Tientsin, nel 1900

Secondo quanto si racconta, gli albaziniani al loro arrivo nella capitale imperiale incontrarono i discendenti di 33 cosacchi catturati dai cinesi nel 1667 e diversi cosacchi che si erano stabiliti a Pechino già nel 1649, ma la veridicità di questa tradizione orale sulla diaspora russa pre-albaziniana è tuttavia controversa.
I Qing diedero il permesso alle vedove del popolo Solone di sposare gli albaziniani, che si unirono in matrimonio anche con donne mongole e manciù. Le donne disponibili al matrimonio con gli albaziniani erano tuttavia perlopiù criminali provenienti dalle carceri di Pechino. Al sacerdote della piccola comunità, Maxim Leontiev, fu permesso di celebrare messa in un tempio buddista tibetano inutilizzato, che venne poi dedicato alla Santa Sapienza. Vi venne inoltre collocata un'antica icona di San Nicola, portata dalla comunità dal corredo del forte di Albazin.
Gli albaziniani presero a formare un contingente separato della guardia imperiale cinese, ma furono tuttavia inquadrati in una compagnia Baoyi, non in una compagnia militare regolare. Il loro primo leader fu Ananiy Uruslanov (o Ulangeri), un tartaro al servizio dei Manciù. I cognomi russi Yakovlev, Dubinin e Romanov mutarono in cinese come Yao (姚), Du (杜) e Luo (cinese semplificato: 罗, cinese tradizionale: 羅). La compagnia viveva con le famiglie nel nord-est del quartiere denominato "città tartara", a Pechino.

### Dai primi discendenti all'età contemporanea

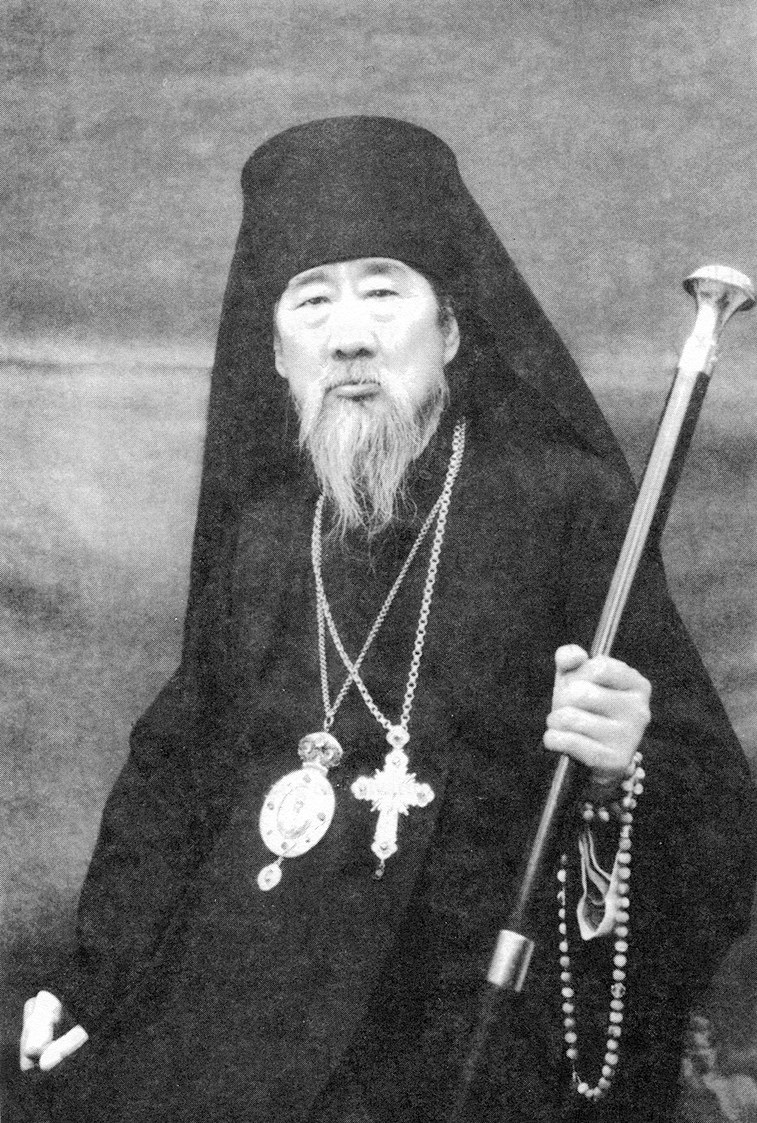
Simeon Runchen Du, albaziniano e vescovo ortodosso di Shanghai (1956-1965)

Anche se i loro discendenti si sposarono con i locali e persero gradualmente la padronanza della lingua russa ed i tratti somatici del loro popolo, la Chiesa ortodossa russa inviò regolarmente missioni a Pechino, a partire dal 1713 e così, di conseguenza, gli albaziniani finirono per formare il nucleo della Chiesa ortodossa cinese. Nel 1831 Ioakinf Bichurin riferì della presenza di 94 albaziniani nella capitale della Cina ed altri viaggiatori russi notarono che, a parte la loro fede, gli albaziniani erano completamente sinicizzati, avendo poca somiglianza fisica con i russi. Alla fine del XIX secolo il loro numero era stimato intorno ad un migliaio.
La ribellione dei Boxer comportò la persecuzione di tutti i cristiani e gli europei in Cina. Secondo la Chiesa ortodossa russa, 222 cinesi ortodossi furono martirizzati l'11 giugno 1900, compreso padre Mitrofan, che in seguito fu dichiarato santo martire. Una cappella ortodossa venne utilizzata per contrassegnare il luogo di sepoltura dei martiri ortodossi cinesi di Pechino, ma venne successivamente distrutta, nel 1956, su richiesta dell'ambasciatore sovietico in Cina. Sebbene diverse famiglie albaziniane si trasferirono in Unione Sovietica durante la Rivoluzione Culturale, la maggior parte di loro risiede tuttora a Pechino ed a Tientsin.